# セバスチャン・モラン

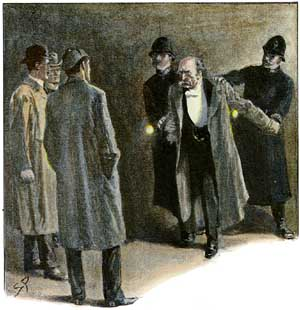
ホームズの前で逮捕されたモラン大佐（シドニー・パジェット画）

セバスチャン・モラン（Sebastian Moran、モラン大佐）は、イギリスの小説家、アーサー・コナン・ドイルによる1903年の推理小説『空き家の冒険』（シャーロック・ホームズシリーズ『シャーロック・ホームズの帰還』に収録）に登場する架空の人物。
ジェームズ・モリアーティ教授の右腕として知られる。シャーロック・ホームズに「ロンドンで2番目に危険な男」と称された。

## 略歴
1840年生まれ。オーガスタス・モラン卿の息子。イートンとオックスフォードで教育を受けた後、アフガンに従軍し、カーブルに駐屯。
退役後、ロンドンに戻る。モリアーティ教授に見出されて彼の部下となる。なお、モリアーティ教授との関係は話によって微妙に差異があり『空き家の冒険』では「モランがモリアーティに大金で雇われている」（原文「Moriarty supplied him liberally with money,」）だが、名前だけ出てきた『恐怖の谷』では「モランが大金でモリアーティを雇っている」となっている。射撃の名手、猛獣狩りの名人、カードゲームの達人である。
ホームズの事件関連人物ファイルでは“ロンドンで二番目に危険な男”という評が記されている。

## 作中での行動
ホームズが失踪して3年後、カード仲間であったロナルド・アデア卿を射殺する。その後、ホームズがベーカー街221Bに戻ったことを知り、彼の射殺を企てる。しかし、ホームズの計略に乗せられ、下宿の窓に映る蝋人形のシルエットをホームズと思い込み狙撃したところをホームズとワトスンに襲われ、激しい格闘の後、駆けつけたレストレード警部に逮捕された。そして、ホームズの推理により、アデア卿殺人事件の犯人として裁かれることとなった。
逮捕後、ホームズは「退役後、モランはクラブで行われるカードゲームでイカサマをして生活費を稼いでいたが、それをアデア卿に見破られ、クラブからの退会を迫られた為に犯行に及んだ」と推理しており、ワトスンもそれを肯定している。
また、ホームズの回想では、「モランはライヘンバッハの滝に、モリアーティ教授に同行して向かい」、「ホームズが決闘の末、モリアーティ教授を滝つぼへと突き落としたのを見届けた後、岩を落としてホームズを殺害しようとした」事が語られている。
なお、『空き家の冒険』ではホームズはモランを「これだけでも彼を絞首台へ送るに十分」と語っているが、それからかなりの年月が経過した『最後の挨拶』の時点でも刑は執行されておらず、未だにホームズへの復讐を口にしているらしい事がホームズの口から語られている。

## グラナダ版
グラナダテレビの実写版『シャーロック・ホームズの冒険』では、第3シリーズ第1話『空き家の怪事件』に登場する。アデア卿殺人事件の証人として1か所名前が登場するだけと言う原作の扱いでは伏線として弱かったためか、監察医のワトスンと同じ証人尋問で証言する様子が描かれており、ワトスンも逮捕時に「知っている男だ」と驚いている。
その他、陸軍在籍時には連隊長職にあった（現実の陸軍でも連隊長職は大佐や中佐に相当する）事が明らかにされており、ライヘンバッハの滝でホームズを殺害しようとした方法は狙撃に変更されている。
ちなみにグラナダ版ではワトスンの推理力が原作より高くされており、モランがアデア卿を暗殺した動機も原作とは逆に、ワトスンが推理してホームズが同意する流れになっている。